# 小行星948
小行星948（948 Jucunda）是一颗围绕太阳公转的小行星。
該小行星以發現者卡爾·威廉·萊茵姆特在曆書《Der Lahrer hinkende Bote》中選擇的女性人名裘昆達（Jucunda）命名。

## 参数
这颗小行星的绝对星等为11.3个天文单位，自转周期为26.24小时。